# Happiness (film, 1917)

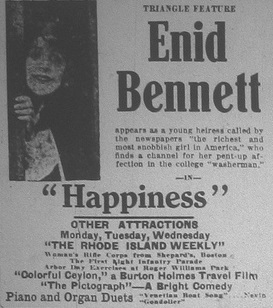
Publicité dans les journaux pour le long métrage "Happiness" de 1917

Pour plus de détails, voir Fiche technique et Distribution.
Happiness est un film américain réalisé par Reginald Barker, sorti en 1917.

## Fiche technique
- Titre : Happiness
- Réalisation : Reginald Barker
- Scénario : C. Gardner Sullivan
- Photographie : Robert Newhard
- Pays de production : États-Unis
- Format : Noir et blanc - 1,33:1 - Film muet
- Genre : comédie dramatique
- Durée : 50 minutes
- Date de sortie : 1917

## Distribution
- Enid Bennett : Doris Wingate
- Charles Gunn (en) : Robert Lee Hollister
- Thelma Salter : Dolly Temple
- Andrew Arbuckle (en) : Nicodemus
- Gertrude Claire : Miss Pratt
- Adele Belgrade : Priscilla Wingate
- John Gilbert : Richard Forrester
- Leo Willis